# 메이고 작전
메이고 작전(明号作戰, Operation Bright Moon)은 1945년 3월 9일에 프랑스령 인도차이나에서 일본군이 실행한 전략이다. 일본은 프랑스령 인도차이나 무력처리 또는 삼구 쿠데타(3.9 쿠데타)라고도 부른다.
제2차 세계 대전 말기 대미 전에서의 협력을 거부한 프랑스령 인도차이나에 주둔한 프랑스군을 일본군이 공격하여 명목상 공동 통치했던 인도차이나를 완전한 지배하에 거두었다.

## 배경
1940년과 1941년에 일본은 비시 정권과의 협정에 따라 프랑스령 인도차이나에 군대를 전개했다. (일본 제국의 프랑스령 인도차이나 침공). 이후 제2차 세계 대전 중에도 프랑스의 인도차이나 식민지 정부가 통치는 계속하고 있었지만, 군사적으로는 일본의 인도차이나 주둔군과 프랑스 군이 공동으로 방어하는 형식을 취하고 있었다. 대형 함정의 무장 해제를 당했지만, 프랑스 주둔군은 기본적으로는 기존의 전력을 유지하고 있었다. 그러나 유럽 방면에서 추축국 군의 전황이 악화되자 일본 외무성에서는 부처별로 정부를 해체하자는 의견도 나오기 시작했다.
1944년 6월 노르망디 상륙 작전 이후 연합군의 대륙 반격이 시작되었고, 8월 25일에 비시 정권이 붕괴하면서 일본의 패색이 짙어졌다. 프랑스령 인도차이나 총독이었던 장 드쿠 해군 수석 중장(Vice-amiral d' escadre)은 2월 18일 시점에 본국과의 연락이 두절될 경우 필리프 페탱 원수에게 전권을 부여하게 했다.
프랑스 주둔군이 점차 드골이 이끄는 프랑스 공화국 임시 정부 성향의 행동을 시작했기 때문에, 일본 제국 육군은 곧 상륙이 예상되는 연합군 부대와 협공을 경계했다. 1944년 12월에 인도차이나 주둔군에서 개편한 제38군 사령부는 프랑스 주둔군을 무장 해제시키는 작전 계획의 검토를 시작하였다. 그동안 제38군 사령관 유이치 츠치하시 중장은 1944년 말에 실시한 회담에서 프랑스령 인도차이나 측 수뇌부의 반응을 보고, 공동 방위는 어려울 것으로 판단하고 있었다. 최후 통첩을 할 요구 사항은 1945년 2월 1일의 최고전쟁지도회의에서 결정되었다. 2월 28일, 대본영은 남방군에 대해 3월 5일부터 10일 사이에 명호작전을 발동하도록 명령했다.

## 병력

### 일본군
- 제38군 (사령관 : 추치하시 중장) - 참가 병력은 약 30,000명.
  - 제21사단 - 하노이 등 통킹 서부, 라오스 북부, 안남 북서부 담당.
  - 제22사단의 일부 - 중국 남부에서 프랑스령 인도차이나 국경 감시.
  - 제37사단 - 랑선, 하이퐁 등 통킹 동부 담당.
  - 제2사단의 보병 제29연대 기간 - 캄보디아 담당.
  - 독립 혼성 제34여단 - 안남 남부 담당.
  - 독립 혼성 제70여단 - 사이공 등 코친차이나 담당.
  - 제1남견함대
  - 소형 함정, 항공기 약간 등

### 프랑스 주둔군
프랑스 주둔군의 주력은 프랑스령 인도차이나 현지인 부대였다. 이 밖에 제5 외인 보병 연대 등이 있었다. 보유하고 있었던 무기는 구식이 많았으며, 전차는 소수의 FT-17 뿐이었다. 그러나 랜슨 등의 대 중국 국경 지대에 현대적인 요새가 구축되어 있었다.
- 프랑스령 인도차이나 군(사령관 에메 중장) - 하노이에 사령부. 프랑스 일반병 · 외인 부대 약 15,000명의 현지인 병사 약 35,000명
  - 북부 집단군 (사령관 : 가브리엘 사바찌에 중장) - 통킹
  - 중부 집단군 (사령관 : 테에르칸 중장) - 안남 및 라오스
  - 남부 집단군 (사령관 : 데르슈크 중장) - 코친차이나와 캄보디아
  - 보안대 (무장 경찰대)
  - 해군 부대
  - 극동 함대 - 통보 함 등 약간.
  - 인도차이나 함대 - 하천 함정 등 약간.

## 과정

### 최후통첩
대본영의 결정에 따라 추치하시 제38군 사령관은 1945년 3월 9일 21시 (현지 시간, 이하 동일) 작전 발동을 결정했다. 일본군은 제1기 전략으로 프랑스 군 주둔지를 기습 격파하는 것을 목표로 하고 각 부대는 비밀리에 공격 태세로 전환했다. 최후 통첩을 프랑스령 인도차이나 측이 수락하면 ‘3 · 3 · 3’, 거절하면 ‘7 · 7 · 7’을 암호로 발동할 예정이었고, 작전 시간 5분 전까지 각 부대에 타전하기로 했다.
3월 9일 18시 일본 측의 마츠모토 슌이치 특명 대사가 쌀 공출에 관한 협정을 명목으로 사이공의 드쿠 총독을 방문하였다. 공출 협정 조인 후 마츠모토 대사는 최후 통첩을 제시하고 헤어졌다. 통첩 내용은 일불 공동 방위의 정신에 따라 연합군 상륙 시에는 일본군과 협력하는 결의를 요구하였고, 다음의 2가지 사항에 대해 21시까 지 2시간 이내에 응답할 것을 요구했다.
- 프랑스군과 경찰을 전면적으로 일본군의 지휘 하에 편입하고, 교통, 통신기관을 일본군의 관리 하에 둔다.
- 프랑스령 인도차이나 전역에 일본의 요청에 완전히, 충실하게 협력해야한다는 취지를 선포한다.

프랑스 드쿠 총독은 내용을 검토한 뒤 노반 대령을 사자로 보내 연합군 상륙 시에는 일본군 사령부가 전투 지휘 책임을 갖는 것은 인정하지만, 두 가지 요구 사항에 즉답할 수 없다고 답변하기로 했다. 그리고 협상을 계속할 의사가 있다는 취지를 말하고, 일본군의 도발행위가 없는 한 프랑스 군은 적대 행동을 하지 않겠다고 제안했다. 그러나 사자는 21시까지 일본 측에 도달하지 못했다.
그동안 개전 예정 시간 전인 20시 55분경부터 각지에서 일본군의 접근을 알아 차린 프랑스 군 사이에 전투가 시작되었다. 보병 제227연대는 독단으로 공격을 시작했다. 토교 미군 사령관은 21시를 20분 이상 지나도 답변이 오지 않기 때문에 공식적으로 ‘7 · 7 · 7’ 공격 개시 명령을 송신시켰다. 21시 25분에 사자인 노반 대령이 일본군 사령부에 도착했으나 일본 측은 답변 내용을 최후통첩 거절로 간주하고 작전을 계속했다.

### 전초전
전략적 요충지인 랑선은 인구 2만의 작은 도시였다. 그러나 이 도시에 있는 랑선 요새에는 보루 2곳, 진지 2곳, 병영 4개를 갖추고, 7000명의 병력이 중·경기관총 300정, 대포 80문, 전차 10량을 배치하고 있었던 난공불락의 요새였다. 이곳을 공격하기로 했던 제37사단 휘하 보병 제225연대는 총원이 1500명 미만 밖에 없었고, 공략에는 어려움이 예상되고 있었다. 그래서 연대장 시즈메 타케지 대령은 랑선 요새 사령관인 에밀 루모니에 소장과 수비 대장인 로베르 대령 등 간부를 파티를 연다고 초청하고, 전원 체포한다는 계책을 짜냈다.
그리고 프랑스 군에 대한 공격을 개시하기로 한 예정일이었던 3월 9일, 파티는 예정대로 열렸다. 공격 개시 예정 시각인 22:00 직전에 행사장에 헌병대를 투입하여 루모니에 소장, 로베르 대령 이하 주요 간부들을 모두 체포했다.

### 제1기 작전
일본군의 야습은 성공을 거두었고, 프랑스 군 기지 대부분이 다음날까지 제압되었다. 일본군의 야습은 성공하고 다음날에는 프랑스 군 기지의 대부분은 제압됐다. 프랑스군 간부 2/3는 사이공에 외출 중이어서 조직적인 응전을 하지 못했고, 1시간 정도 만에 주둔지가 제압되자 드쿠 총독도 저항하지 않고 포로가 되었다. 랑선 요새의 병영이나 돈단 보루, 하이퐁 등 북부 거점에서 프랑스군의 격렬한 저항이 있었지만, 3월 12일 오후까지 항복했다. 해군 함정도 일본 해군기 공습이나 자침, 나포 등으로 파괴되었다. 일본군의 손해는 비교적 경미하였고, 제37사단은 전사자 189명, 전상 약 300명이었다.
투항한 프랑스군은 무장 해제되었다. 이때 랑선에서 보병 제225연대가 포로 3,000명 중 프랑스인 장병 300여명과 사전에 체포한 루모니에 소장, 로베르 대령과 다른 간부들을 “정세는 매우 불안하고, 긴박한 사태에 직면”했다고 판단하고 처형했다. 별도로 하장성에서도 약 50명의 포로가 처형되었다. 대조적으로, 빈을 함락한 후에 포로로 잡혔던 이들은 처형당하기 직전에 일본군 장교가 제지하였다.

### 제2~3기 작전
그 후, 일본군은 각지의 중요 시설을 접수하는 제2기 작전과 잔존 프랑스군 부대에 대한 소탕전인 제3기 작전을 실시했다. 그 후, 일본군은 각지의 중요 시설을 접수하는 제2기 작전과 프랑스 군 잔존 부대에 대한 소탕전인 제3기 작전을 실시했다. 제3기 전략은 디엔비엔푸 등의 산악 지대에서 벌어졌기 때문에 난항을 겪었고, 4월 초 종료 예정이었던 것이 완료된 것은 5월 15일이었다. 프랑스군은 일부 부대만이 중국령으로 탈출할 수 있었다.

### 일본의 프랑스인
프랑스와 전투를 벌인 다음날인 3월 10일, 일본에서는 미군에 의한 도쿄 대공습이 시작되었다. 당시까지는 ‘연합국의 국민’일지라도 자유가 보장되었던 재일 프랑스인들은 모두 경찰에 의해 억류되었다. 주일 프랑스 대사 이하 모두 가루이자와 등의 피서지로 보내졌고, 전쟁이 끝날 때까지 연금을 시켰다.

## 결과

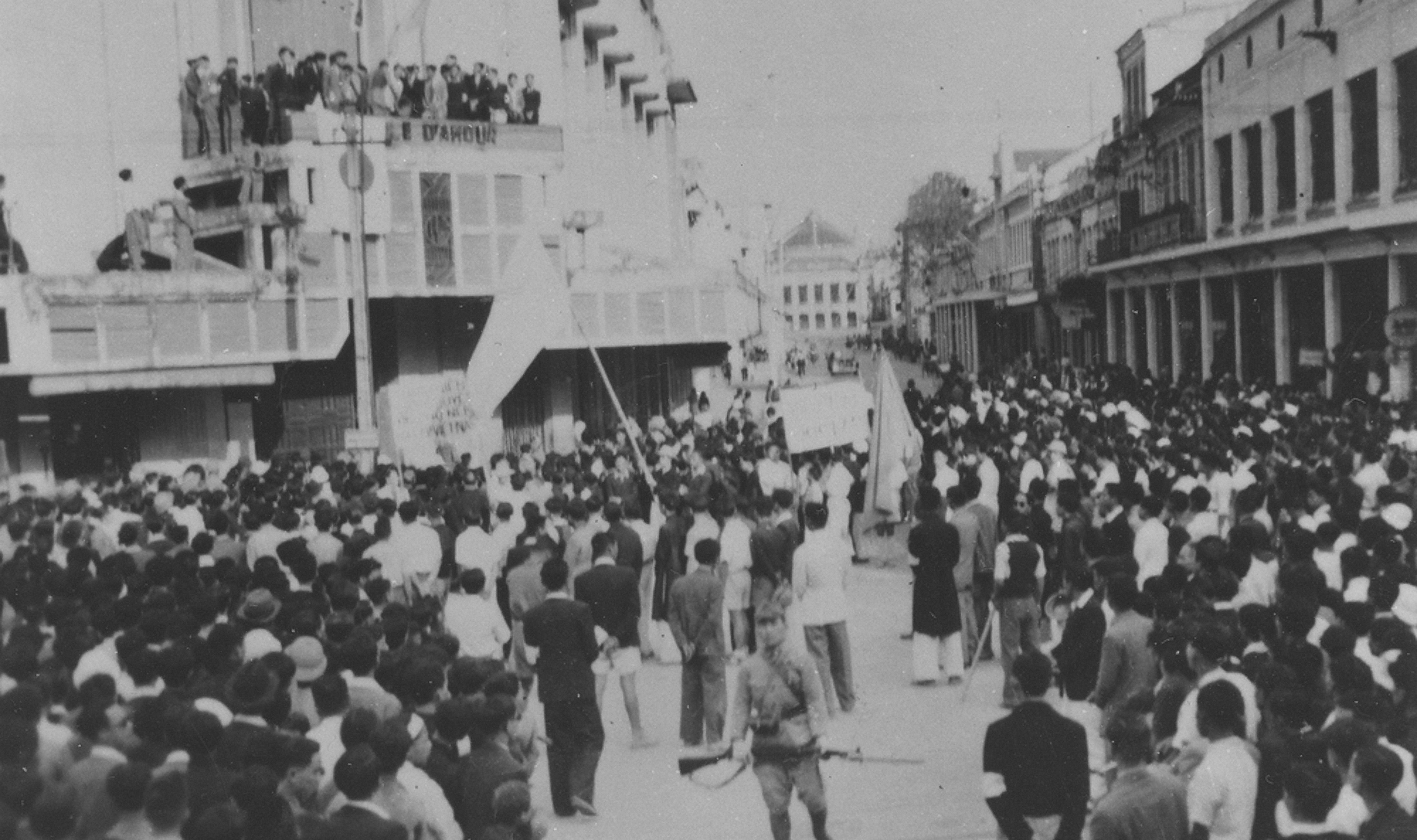
1945.

이 작전에 관해서는 연합군의 침공 외의 전투는 일어나지 않았다. 일본군은 프랑스 주둔군을 제압하는 것과 동시에, 프랑스의 식민지 정부 기구를 지배 하에 두었다.
3월 9일 작전 시작 직전, 일본군은 프랑스 보호국이었던 베트남, 라오스, 캄보디아 각국의 국왕에게 무력행사 결의와 “독립을 선언할 수 있다”는 취지를 알리는 사자를 파견했다. 이에 따라 3월 11일, 베트남 응우옌 왕조의 바오다이 황제는 프랑스와 보호조약을 파기하고 쩐통킴(陳仲金)을 수반으로 하는 베트남 제국 (월남) 수립을 선언했다. 캄보디아의 노로돔 시아누크 국왕도 3월 13일에 선언을 이어갔다. 라오스 루앙프라방 왕조의 시사방봉 국왕은 처음엔 프랑스의 패배를 믿지 않았지만, 일본군 부대의 전개를 보고 4월 8일에 독립선언을 했다.
일본군은 프랑스인의 재산 등을 보호하겠다고 선언했지만, 프랑스령 인도차이나 정권을 온전히 유지시키겠다는 정책은 호찌민 등의 반발을 불러왔다. 그 해 베트남 북부는 홍수와 이상 저온에 의한 흉작으로 심각한 식량 부족을 겪은데다가 연합군의 공습으로 철도마저도 파괴되어 남부의 식량 수송에 차질을 빚어 많은 베트남인들이 굶어 죽었다.
베트남의 항일 독립 기운이 고조되자 호찌민은 같은 해 5월 보응우옌잡 장군을 사령관으로 하는 베트남 해방군을 발족시켜 각지에서 민족 해방위원회를 조직하여 바오다이 황제의 베트남 제국과 대치했다.
일본군은 인도차이나 반도와 말레이 반도의 방위 태세 강화를 계속 진행하여, 진지 구축과 쌀 등의 식량을 비축했다. 버마 방면에서 영국군의 침공에 대비해 명호작전을 마친 제37사단은 태국으로, 독립혼성 제70여단은 말레이시아로 전진했다.

## 포츠담 선언 이후
중국 땅으로 탈출에 성공했던 프랑스 주둔군 부대는 원래 북부 집단군 사령관이었던 가브리엘 사바찌에 중장의 지휘 하에 운남에서 재건을 진행하고 있었다. 제5외인 보병연대는 본래의 3개 대대로 편성되어 있었지만, 1개 대대로 축소 재편되었다. 프랑스령 인도차이나에 반격의 기회를 엿보고 있었지만, 전쟁이 끝날 때까지 실현되지 못했다.
1945년 7월 포츠담에서 연합국 수뇌부에 의한 협의가 이루어졌다. 북위 16도선을 경계로 북부의 치안 유지는 중화민국의 장개석이, 남부는 동남아 지역 연합군 총사령관 루이스 마운트 배튼 (영국)에게 위임되었다. 일본군의 무장 해제는 중국군과 영국, 인도군에 의해 이루어졌지만, 남부 연합군의 파견은 지연되었다. 이로 인해 프랑스 군 부대의 도착도 늦어졌고, 이것은 비엣민 세력의 확대를 가져왔다.
중국 땅으로 탈출한 프랑스 주둔군이 귀환한 것은 1946년에 이르러서였다.

## 같이 보기
- 일본 제국의 프랑스령 인도차이나 침공
- 프랑스-태국 전쟁